# Helicopsyche bacescui
Helicopsyche bacescui là một loài Trichoptera trong họ Helicopsychidae. Chúng phân bố ở miền Cổ bắc.